# Patna Canal
Patna Canal är en kanal i Indien. Den ligger i den nordöstra delen av landet, 800 km sydost om huvudstaden New Delhi.